# Cotxoa de Sumatra
El cotxoa de Sumatra (Cochoa beccarii) és un ocell de la família dels túrdids (Turdidae).

## Hàbitat i distribució
Viu entre la malesa del bosc de les muntanyes a l'oest de Sumatra.